# کینگزلی، چشر
کینگزلی (به انگلیسی: Kingsley) یک روستا و محله مدنی در بریتانیا است که در چشر غربی و چستر واقع شده‌است. کینگزلی ۱٬۹۸۷ نفر جمعیت دارد.